# Hans-Peter Sommer
Hans-Peter Sommer (* 20. Februar 1944 in Burgörner) ist ein ehemaliger deutscher Lehrer und Kommunalpolitiker (CDU). Er war von 1990 bis 1994 Landrat des Landkreises Hettstedt und von 1994 bis 2007 Landrat des Landkreises Mansfelder Land.

## Leben und Wirken
Sommer wurde im Humboldt-Schloss im heutigen Hettsteder Ortsteil Burgörner geboren. Sein Vater war ein aus Graz stammender Soldat, der gegen Ende des Zweiten Weltkriegs fiel, seine Mutter stammte aus Mansfeld. Nach Schulbesuch und Studium arbeitete er bis 1990 als Lehrer für Physik, Mathematik, Astronomie und ESP.
Sommer begann seine politische Karriere nach der „Wende“ und wurde 1990 als Kandidat der CDU zum Landrat des Landkreises Hettstedt gewählt. Nach der Bildung des Landkreises Mansfelder-Land, der 1994 mit Wirkung der ersten Kreisreform in Sachsen-Anhalt aus dem Zusammenschluss der Landkreise Hettstedt und Eisleben entstanden war, übernahm er die Leitung des dortigen Landratsamtes. Seine Amtszeit endete am 1. Juli 2007 mit Wirkung der zweiten Kreisreform und der Bildung des Landkreises Mansfeld-Südharz aus den Landkreisen Mansfelder-Land und Sangerhausen.
HP Sommer ist seit 1964 mit Waltraud Sommer verheiratet, beide sind Eltern und Großeltern.

## Würdigung
2008 wurde Hans-Peter Sommer das Bundesverdienstkreuz am Bande verliehen. Seine Verdienste um die Integration des Mansfelder Landes in den neuen Staat, in Kombination mit dem außerordentlichen politischen und sozialen Engagement neben dem Landratsamt waren dafür ausschlaggebend. So sei er in verschiedenen Fachausschüssen des Landkreistages Sachsen-Anhalt aktiv gewesen und habe sich sehr zeitig für die Bildung eines Landesverbandes der kommunalen Arbeitgeber eingesetzt. Der Kommunale Arbeitgeberverband Sachsen-Anhalt war bereits im September 1990 als erster seiner Art gegründet worden. Sommer habe als Vorstandsmitglied und ab 2001 als Vorsitzender des Verbandes die Tarifpolitik des kommunalen öffentlichen Dienstes in Sachsen-Anhalt erheblich mitgeprägt. Auf Bundesebene sei es sein Verdienst gewesen, dass die ostdeutschen Arbeitgeberverbände stets mit einer geschlossenen Meinung im Rahmen der tariflichen Auseinandersetzungen aufgetreten seien. Bei den zeitaufwendigen Verhandlungen zur Umgestaltung des bisherigen BAT-O in den Tarifvertrag für den öffentlichen Dienst habe er auch an die Interessen der Arbeitnehmer gedacht. Die Angleichung der Ost-West-Bezüge sei ihm ein wichtiges Anliegen gewesen, das nach schwierigen und langwierigen Gesprächen schließlich perspektivisch auch erreicht werden konnte.

## Weitere Engagements
Unter Sommer kam des Weiteren die Landkreispartnerschaft zwischen dem Landkreis Neu-Ulm und dem Landkreis Hettstedt zu Stande. Der damalige Landrat Franz Josef Schick (Landkreis Neu-Ulm) und Landrat Hans-Peter Sommer (Landkreis Hettstedt) unterzeichneten am 3. Oktober 1990 die Partnerschaftsurkunde.
Die Partnerschaft der beiden Landkreise wurde auf Anregung des damaligen Vöhringer Bürgermeisters Erich Josef Geßner initiiert, der im Mai 1990 mit seinem Hettstedter Kollegen die Partnerschaftsvereinbarung der Städte Vöhringen und Hettstedt unterzeichnet hat.
Auch kulturell konnte Sommer seinen Landkreis bereichern, indem er als Landrat des Landkreises Mansfelder-Land am 4. Mai 1999 einen Schenkungsvertrag zusammen mit dem Geschäftsführer der "Mansfelder Kultur, Feriendienst und Versorgungs GmbH"  respektive der Baustoffhandel GmbH unterzeichnete und somit das Erbe der Humboldts, die "Mansfeld-Galerie", sicherte.